# Mbwila
Mbwila era un petit estat històric ubicat a l'actual Angola. Els seus governants, com els de les àrees circumdants, tenien el títol de Ndembu, i la regió era sovint coneguda en portuguès com "Dembos".
Es desconeixen els orígens de la política, i només es menciona per primera vegada a principis del segle xvii. Mbwila es trobava a la capçalera del riu Lukala, on hi havia un buit en les muntanyes que separaven el regne del Congo i el regne de Ndongo i controlaven la ruta comercial que passava entre Kongo i Ndongo. Com a tal, va tenir un gran significat estratègic en la història d'Angola, especialment després de 1550.
La capital de Mbwila es trobava a les muntanyes escarpades de la vall i era molt difícil d'atacar, com a conseqüència que el país era sovint reclamat per Congo o Ndongo, però poques vegades era dominat amb èxit per qualsevol d'ells. En 1619-20, les forces portugueses de la colònia d'Angola, fundada el 1575, van atacar Mbwila i van obligar el seu govern a signar un acte de vassallatge, situant Mbwila en la intersecció de tres poders: Congo, Ndongo i Portugal.
Malgrat aquesta nova aparent pèrdua de sobirania, Mbwila no va obeir Portugal i va jugar de manera rutinària amb els grans poders uns contra els altres. En 1627-30, quan els portuguesos estaven buscant subduir les forces de la reina Njinga de Ndongo Mbwila va jurar lleialtat de vegades a ella, altres vegades al Congo.
Mbwila va ser prou fort en aquest període en què de vegades va liderar coalicions regionals d'altres governants de Dembos, i la seva posició estratègica la va convertir constantment en tema de disputa. Mbwila va estar sotmès a importants atacs portuguesos en 1635-40, però quan la República Holandesa es va fer càrrec de Luanda el 1641, el país va llençar la seva lleialtat a la reina Njinga, que va traslladar la seva seu a Kavanga, al sud del país aquell any.
Després de l'expulsió dels holandesos l'any 1648, els oficials portuguesos van tornar a centrar la seva atenció en Mbwila, pressionant els seus governants per renovar el seu vassallatge a Portugal. El 1664, una llarga disputa entre Angola i Congo sobre els drets a la mineria a la zona va provocar la guerra i, per defensar-se la regent Dona Izabel, va signar un tractat de vassallatge amb Portugal.António I, el rei del Cngo va desafiar les interferències portugueses i va enviar un exèrcit a prendre Mbwila. L'exèrcit d'Antonio es va trobar amb la força portuguesa a la famosa batalla de Mbwila el 29 d'octubre de 1665, i Antonio va ser derrotat.
Encara que Izabel va renovar el seu vassallatge després de la batalla, Portugal no tenia cap reclam anterior. Cap a la dècada de 1680, Mbwila va tornar a construir un poder regional, de vegades en cooperació amb la poderosa reina Verónica I de Matamba. Portugal va enviar un altre exèrcit important per atacar Mbwila i reafirmar el seu vassallatge en 1692-3. Una vegada més, la guerra va provocar una renovació de vassallatge portuguès a curt termini
Els governants portuguesos van continuar expressant la seva preocupació que el comerç, especialment el comerç d'esclaus, que podria passar per Luanda i pagar impostos a Portugal, es va desviar per la bretxa de Lukala i el territori de Mbwila, fins al Congo i d'allí als comerciants holandesos, francesos i anglesos que operaven a la costa al nord del Congo.
Després d'alguns intents fallits, els portuguesos van construir un fort a Encoge, no gaire lluny del sud de Mbwila en un intent de controlar el comerç el 1758.